# Villeneuve-d'Aval
Villeneuve-d'Aval è un comune francese di 85 abitanti situato nel dipartimento del Giura nella regione della Borgogna-Franca Contea.

## Società

### Evoluzione demografica
Abitanti censiti